# Tênis de mesa nos Jogos Paralímpicos de Verão de 2012 - Equipes masculinas - Classe 4-5
A competição por equipes masculinas na classe 4-5 do tênis de mesa nos Jogos Paralímpicos de Verão de 2012 foi disputada entre os dias 5 e 8 de setembro no Complexo ExCel, em Londres.

## Medalhistas
|  | CHN China                           |  | KOR Coreia do Sul                                      |  | FRA França                                                    |
|  | Cao Ningning Guo Xingyuan Zhang Yan |  | Choi Il-Sang Jung Eun-Chang Kim Jung-Gil Kim Young-Gun |  | Èmeric Martin Gregory Rosec Nicolas Savant-Aira Maxime Thomas |

## Equipes
| Atleta              | Classe |
| ------------------- | ------ |
| Eziquiel Babes      | 4      |
| Welder Knaf         | 3      |
| Claudiomiro Segatto | 5      |

| Atleta       | Classe |
| ------------ | ------ |
| Cao Ningning | 5      |
| Guo Xingyuan | 4      |
| Zhang Yan    | 4      |

| Atleta           | Classe |
| ---------------- | ------ |
| Jaroslav Hadrava | 3      |
| Jiří Suchánek    | 2      |
| Rene Taus        | 5      |

| Atleta      | Classe |
| ----------- | ------ |
| Ehab Fetir  | 5      |
| Sameh Saleh | 4      |

| Atleta              | Classe |
| ------------------- | ------ |
| Èmeric Martin       | 4      |
| Gregory Rosec       | 5      |
| Nicolas Savant-Aira | 5      |
| Maxime Thomas       | 4      |

| Atleta           | Classe |
| ---------------- | ------ |
| Werner Burkhardt | 4      |
| Selcuk Cetin     | 5      |
| Dietmar Kober    | 4      |

| Atleta     | Classe |
| ---------- | ------ |
| Liran Geva | 3      |
| Shay Siada | 4      |

| Atleta         | Classe |
| -------------- | ------ |
| Choi Il-Sang   | 4      |
| Jung Eun-Chang | 5      |
| Kim Jung-Gil   | 4      |
| Kim Young-Gun  | 4      |

| Atleta          | Classe |
| --------------- | ------ |
| Peter Mihalik   | 4      |
| Andrej Meszároš | 4      |

| Atleta       | Classe |
| ------------ | ------ |
| Ko Kun-nan   | 4      |
| Lin Wen-hsin | 4      |
| Lin Yen-hung | 5      |

## Resultados
Todos as partidas seguem o horário de Londres (UTC+1).
| Oitavas de final | Oitavas de final    | Oitavas de final |  |  | Quartas de final | Quartas de final    | Quartas de final |  |  | Semifinais | Semifinais        | Semifinais |  |                     | Final               | Final               | Final |
|                  |                     |                  |  |  |                  |                     |                  |  |  |            |                   |            |  |                     |                     |                     |       |
|                  |                     |                  |  |  |                  |                     |                  |  |  |            |                   |            |  |                     |                     |                     |       |
|                  |                     |                  |  |  |                  | CHN China           | 3                |  |  |            |                   |            |  |                     |                     |                     |       |
|                  | BRA Brasil          | 2                |  |  |                  | GER Alemanha        | 0                |  |  |            |                   |            |  |                     |                     |                     |       |
|                  | GER Alemanha        | 3                |  |  |                  |                     |                  |  |  |            | CHN China         | 3          |  |                     |                     |                     |       |
|                  |                     |                  |  |  |                  |                     |                  |  |  |            | FRA França        | 2          |  |                     |                     |                     |       |
|                  |                     |                  |  |  |                  | ISR Israel          | 0                |  |  |            |                   |            |  |                     |                     |                     |       |
|                  |                     |                  |  |  |                  | FRA França          | 3                |  |  |            |                   |            |  |                     |                     |                     |       |
|                  |                     |                  |  |  |                  |                     |                  |  |  |            |                   |            |  |                     |                     | CHN China           | 3     |
|                  |                     |                  |  |  |                  |                     |                  |  |  |            |                   |            |  |                     |                     | KOR Coreia do Sul   | 1     |
|                  |                     |                  |  |  |                  | EGY Egito           | 1                |  |  |            |                   |            |  |                     |                     |                     |       |
|                  |                     |                  |  |  |                  | TPE Taipé Chinês    | 3                |  |  |            |                   |            |  |                     |                     |                     |       |
|                  |                     |                  |  |  |                  |                     |                  |  |  |            | TPE Taipé Chinês  | 0          |  |                     |                     |                     |       |
|                  | CZE República Checa | 3                |  |  |                  |                     |                  |  |  |            | KOR Coreia do Sul | 3          |  |                     |                     |                     |       |
|                  | SVK Eslováquia      | 1                |  |  |                  | CZE República Checa | 0                |  |  |            |                   |            |  | Disputa pelo bronze | Disputa pelo bronze | Disputa pelo bronze |       |
|                  |                     |                  |  |  |                  | KOR Coreia do Sul   | 3                |  |  |            |                   |            |  |                     |                     | FRA França          | 3     |
|                  |                     |                  |  |  |                  |                     |                  |  |  |            |                   |            |  |                     |                     | TPE Taipé Chinês    | 0     |

### Oitavas de final
| 5 de setembro de 2012 09:00 | Brasil BRA | 2 – 3 | GER Alemanha |  |

|                                   | Partidas individuais              |       |                              |                               |
| Welder Knaf                       | Welder Knaf                       | 3 – 2 | Dietmar Kober                | 10–12, 11–6, 8–11, 11–4, 11–7 |
| Claudiomiro Segatto               | Claudiomiro Segatto               | 1 – 3 | Selcuk Cetin                 | 11–5, 8–11, 6–11, 14–16       |
| Welder Knaf                       | Welder Knaf                       | 1 – 3 | Selcuk Cetin                 | 10–12, 13–11, 8–11, 6–11      |
| Claudiomiro Segatto               | Claudiomiro Segatto               | 3 – 0 | Dietmar Kober                | 11–6, 11–2, 11–6              |
| Welder Knaf / Claudiomiro Segatto | Welder Knaf / Claudiomiro Segatto | 0 – 3 | Dietmar Kober / Selcuk Cetin | 8–11, 13–15, 9–11             |

| 5 de setembro de 2012 09:00 | República Checa CZE | 3 – 1 | SVK Eslováquia |  |

|                  | Partidas individuais |       |                 |                              |
| Jaroslav Hadrava | Jaroslav Hadrava     | 0 – 3 | Peter Mihalik   | 6–11, 13–15, 7–11            |
| Rene Taus        | Rene Taus            | 3 – 0 | Andrej Meszároš | 11–7, 11–6, 11–6             |
| Rene Taus        | Rene Taus            | 3 – 2 | Peter Mihalik   | 5–11, 11–2, 11–8, 6–11, 11–7 |
| Jaroslav Hadrava | Jaroslav Hadrava     | 3 – 1 | Andrej Meszároš | 10–12, 11–8, 11–8, 11–9      |
|                  |                      |       |                 |                              |

### Quartas de final
| 6 de setembro de 2012 09:00 | China CHN | 3 – 0 | GER Alemanha |  |

|              | Partidas individuais |       |               |                         |
| Cao Ningning | Cao Ningning         | 3 – 0 | Dietmar Kober | 11–6, 13–11, 11–3       |
| Zhang Yan    | Zhang Yan            | 3 – 1 | Selcuk Cetin  | 6–11, 11–8, 12–10, 11–5 |
| Cao Ningning | Cao Ningning         | 3 – 0 | Selcuk Cetin  | 11–5, 11–4, 12–10       |
|              |                      |       |               |                         |
|              |                      |       |               |                         |

| 6 de setembro de 2012 09:00 | Israel ISR | 0 – 3 | FRA França |  |

|            | Partidas individuais |       |                     |                         |
| Shay Siada | Shay Siada           | 1 – 3 | Nicolas Savant-Aira | 17–15, 9–11, 7–11, 9–11 |
| Liran Geva | Liran Geva           | 1 – 3 | Èmeric Martin       | 11–6, 6–11, 6–11, 8–11  |
| Shay Siada | Shay Siada           | 0 – 3 | Èmeric Martin       | 3–11, 5–11, 6–11        |
|            |                      |       |                     |                         |
|            |                      |       |                     |                         |

| 6 de setembro de 2012 09:00 | Egito EGY | 1 – 3 | TPE Taipé Chinês |  |

|             | Partidas individuais |       |              |                    |
| Sameh Saleh | Sameh Saleh          | 3 – 0 | Lin Wen-hsin | 11–7, 11–9, 12–10  |
| Ehab Fetir  | Ehab Fetir           | 0 – 3 | Lin Yen-hung | 11–13, 8–11, 8–11  |
| Sameh Saleh | Sameh Saleh          | 0 – 3 | Lin Yen-hung | 9–11, 4–11, 7–11   |
| Ehab Fetir  | Ehab Fetir           | 0 – 3 | Lin Wen-hsin | 11–13, 9–11, 13–15 |
|             |                      |       |              |                    |

| 6 de setembro de 2012 09:00 | República Checa CZE | 0 – 3 | KOR Coreia do Sul |  |

|                  | Partidas individuais |       |               |                        |
| Rene Taus        | Rene Taus            | 0 – 3 | Kim Jung-Gil  | 4–11, 2–11, 6–11       |
| Jaroslav Hadrava | Jaroslav Hadrava     | 0 – 3 | Kim Young-Gun | 5–11, 6–11, 2–11       |
| Rene Taus        | Rene Taus            | 1 – 3 | Kim Young-Gun | 11–4, 9–11, 1–11, 4–11 |
|                  |                      |       |               |                        |
|                  |                      |       |               |                        |

### Semifinais
| 6 de setembro de 2012 19:00 | China CHN | 3 – 2 | FRA França |  |

|                          | Partidas individuais     |       |                               |                                |
| Cao Ningning             | Cao Ningning             | 1 – 3 | Maxime Thomas                 | 10–12, 13–11, 9–11, 9–11       |
| Zhang Yan                | Zhang Yan                | 3 – 2 | Èmeric Martin                 | 12–10, 11–4, 7–11, 10–12, 11–3 |
| Cao Ningning             | Cao Ningning             | 3 – 0 | Èmeric Martin                 | 14–12, 11–9, 11–5              |
| Zhang Yan                | Zhang Yan                | 1 – 3 | Maxime Thomas                 | 5–11, 11–13, 11–8, 8–11        |
| Cao Ningning / Zhang Yan | Cao Ningning / Zhang Yan | 3 – 2 | Maxime Thomas / Èmeric Martin | 9–11, 11–5, 11–4, 11–13, 12–10 |

| 6 de setembro de 2012 19:00 | Taipé Chinês TPE | 0 – 3 | KOR Coreia do Sul |  |

|              | Partidas individuais |       |               |                               |
| Lin Yen-hung | Lin Yen-hung         | 2 – 3 | Choi Il-Sang  | 17–15, 11–8, 8–11, 7–11, 6–11 |
| Ko Kun-nan   | Ko Kun-nan           | 1 – 3 | Kim Young-Gun | 5–11, 5–11, 11–9, 5–11        |
| Lin Yen-hung | Lin Yen-hung         | 1 – 3 | Kim Young-Gun | 7–11, 11–5, 3–11, 3–11        |
|              |                      |       |               |                               |
|              |                      |       |               |                               |

### Disputa pelo bronze
| 6 de setembro de 2012 12:30 | França FRA | 3 – 0 | TPE Taipé Chinês |  |

|               | Partidas individuais |       |              |                              |
| Maxime Thomas | Maxime Thomas        | 3 – 0 | Lin Wen-hsin | 11–5, 12–10, 11–3            |
| Èmeric Martin | Èmeric Martin        | 3 – 2 | Lin Yen-hung | 11–8, 6–11, 11–6, 9–11, 11–8 |
| Maxime Thomas | Maxime Thomas        | 3 – 0 | Lin Yen-hung | 11–7, 11–5, 11–8             |
|               |                      |       |              |                              |
|               |                      |       |              |                              |

### Final
| 8 de setembro de 2012 12:30 | China CHN | 3 – 1 | KOR Coreia do Sul |  |

|              | Partidas individuais |       |                |                        |
| Cao Ningning | Cao Ningning         | 3 – 0 | Jung Eun-Chang | 11–7, 11–3, 11–4       |
| Zhang Yan    | Zhang Yan            | 0 – 3 | Kim Young-Gun  | 5–6–11, 6–11, 8–11     |
| Cao Ningning | Cao Ningning         | 3 – 0 | Kim Young-Gun  | 11–7, 11–6, 11–4       |
| Zhang Yan    | Zhang Yan            | 3 – 1 | Jung Eun-Chang | 7–11, 11–5, 11–7, 11–9 |
|              |                      |       |                |                        |